# Калуга I
Калуга I (Калуга-Перша, рос. Калуга I) — залізнична станція Московської залізниці, розташована у місті Калуга. Відкрита в 1874 році.

## Коротка характеристика
Входить до складу Московсько-Смоленського центру організації роботи залізничних станцій ДЦС-3 Московської дирекції управління рухом. За основним застосуванням є дільничною, за обсягом роботи віднесена до 1 класу.
Вокзал Калуга-1 — залізничний вокзал станції Калуга I. Входить до складу Московської регіональної дирекції залізничних вокзалів..
Станція Калуга І розташована на північ від центру Калуги на відгалуженні головного ходу Київського напрямку Московської залізниці на хордову лінію Вязьма — Тула I-Курська на дільниці Муратовка — Плеханово
Дільниця від Калуги І до цієї розв'язки двоколійна і електрифікована (електрифікація триває далі до станції в селищі Полотняний Завод (контактна мережа демонтована, вивізна робота здійснюється тепловозами), в іншу сторону одноколійна без електрифікації.

## Пасажирське сполучення
На станції Калуга І зупиняються поїзди далекого та приміського сполучення.

### Приміські поїзди
Оскільки станція Калуга І розташована на відгалуженні головного ходу Київського напрямку, то приймає вона в основному приміські електропоїзди від Москви і Сухиничів (з'їжджають з головного ходу між станціями Тихонова Пустинь й Горенська по відгалуженню у напрямку станції Муратовка) та приміські дизель-поїзди хордової лінії у напрямку станцій Вязьма й Тула I-Курська. Для поїздів всіх чотирьох напрямків станція є кінцевою.
Існує пряме сполучення приміськими електропоїздами з Москвою та станцією Сухиничі-Головні, тому з точки зору приміського сполучення станцію Калуга I також іноді відносять до Київського напрямку. Час руху від станції Москва-Пасажирська-Київська близько 3 годин 8 хвилин, від Сухиничів-Головних — близько 2 годин. Від Москви в середньому курсує 13-14 пар поїздів на добу (з них 5 — експреси), від Сухиничів-Головних — 5 пар на добу. Також є одна вечірня пара поїздів до станції Хрести, що розташована на Великому кільці МЗ — до станції Бекасово I поїзди прямують у напрямку Москви по головному ходу, а далі з'їжджають на кільце. Обслуговують лінію пасажирські електропоїзди ЕД4М.
З 2002 року курсують електропоїзди «Калузький експрес» сполученням Калуга І — Москва.
У напрямку Тули щоденно курсує три пари дизель-поїздів до станції Ферзіково, одна з яких у вихідні дні прямує до станції Вузлова I, одна пара дизель-поїздів до станції Олексин. Щоп'ятниці й вихідні дні курсує ще одна пара прямим сполученням до станції Тула I-Курська. У напрямку Вязьми щоденно курсують дві пари поїздів до станції Тьомкіно (вранці і ввечері), з п'ятниці по понеділок також є одна денна пара поїздів до станції Ізноскі, а по буднях — ще одна пара до цієї станції ввечері. Обслуговують маршрути рейкові автобуси РА2.

### Поїзди далекого сполучення
Станом на 1 січня 2020 року через станцію Калуга І курсують 4-6 пар пасажирських поїздів далекого прямування напрямком на Курськ, Москву. Всі поїзди мають на станції тривалу зупинку (не менше 30 хвилин).
Влітку зазвичай призначається поїзд далекого сполученням Москва — Анапа.

## Пасажирські платформи
На станції 5 пасажирських платформ. Дві (№ 6 і 8) високі, острівні, у тупикових колій, які використовуються зазвичай електропоїздами. 2 низькі острівні: одна (№ 7) у тупикових колій, інша (№ 4) — у прохідних колій, це найдовша платформа на станції. Одна берегова низька платформа біля будівлі вокзалу у прохідної колії є продовженням платформи № 6. Над станцією — пішохідний міст. З нього немає сходів до платформ.